# 2 Dywizja Piechoty (USA)
2 Dywizja Piechoty (ang. 2nd Infantry Division) – związek taktyczny Armii Stanów Zjednoczonych. Jest jedną z sześciu tzw. dywizji ciężkich (pancerno-zmechanizowanych), składających się z piechoty zmechanizowanej, artylerii, broni pancernej i dużej ilości śmigłowców.

## Historia

### I wojna światowa
2 Dywizja Piechoty została sformowana 21 września 1917 w Bourmont we Francji w wyniku połączenia 3 Brygady Piechoty i 4 Brygady Piechoty Morskiej, będąc jedyną jednostką US Army w historii, stworzoną z jednostek „armii” i piechoty morskiej. Posiadała również dwóch dowódców – gen. Johna A. Lejeune'a z 4 Brygady i brygadiera C. A. Doyena z 3 Brygady, co również było ewenementem – nigdy wcześniej oficerowie USMC nie dowodzili żołnierzami US Army. Dywizja wzięła udział w walkach w lesie Belleau i Chateu-Thierry, odparciu niemieckiej ofensywy wiosennej i w ofensywie w Meuse-Argonne. 11 listopada 1918  jako jedna z pierwszych jednostek wkroczyła na teren Niemiec, rozpoczynając służbę okupacyjną, trwającą do kwietnia 1919. Podczas walk jednostka straciła 4478 poległych i 17 752 rannych, wzbogaciła się też o sześciu zdobywców Medalu Honoru (z czego aż pięciu otrzymało go dwukrotnie).

### Okres międzywojenny
Dywizja została przeniesiona do Fortu Sam Houston w San Antonio, gdzie spędziła najbliższe 23 lata, jako jedna z trzech pozostawionych dywizji piechoty w US Army. W sierpniu 1941 została reaktywowana jako 2 Dywizja Piechoty, a 27 listopada 1942 przeniesiona do Camp McCoy w Wisconsin.

### II wojna światowa
We wrześniu 1943 dywizja otrzymała rozkaz wymarszu do Camp Shenks, gdzie dotarła 8 października i tam zaokrętowano ją na statki płynące do Wielkiej Brytanii, gdzie dotarła na wiosnę 1944.
Dywizja nie brała udziału w walkach podczas D-Day, jedynie jej 150 żołnierzy ochotniczo lądowało na plaży Omaha. Reszta dywizji wylądowała na plaży dnia następnego. 

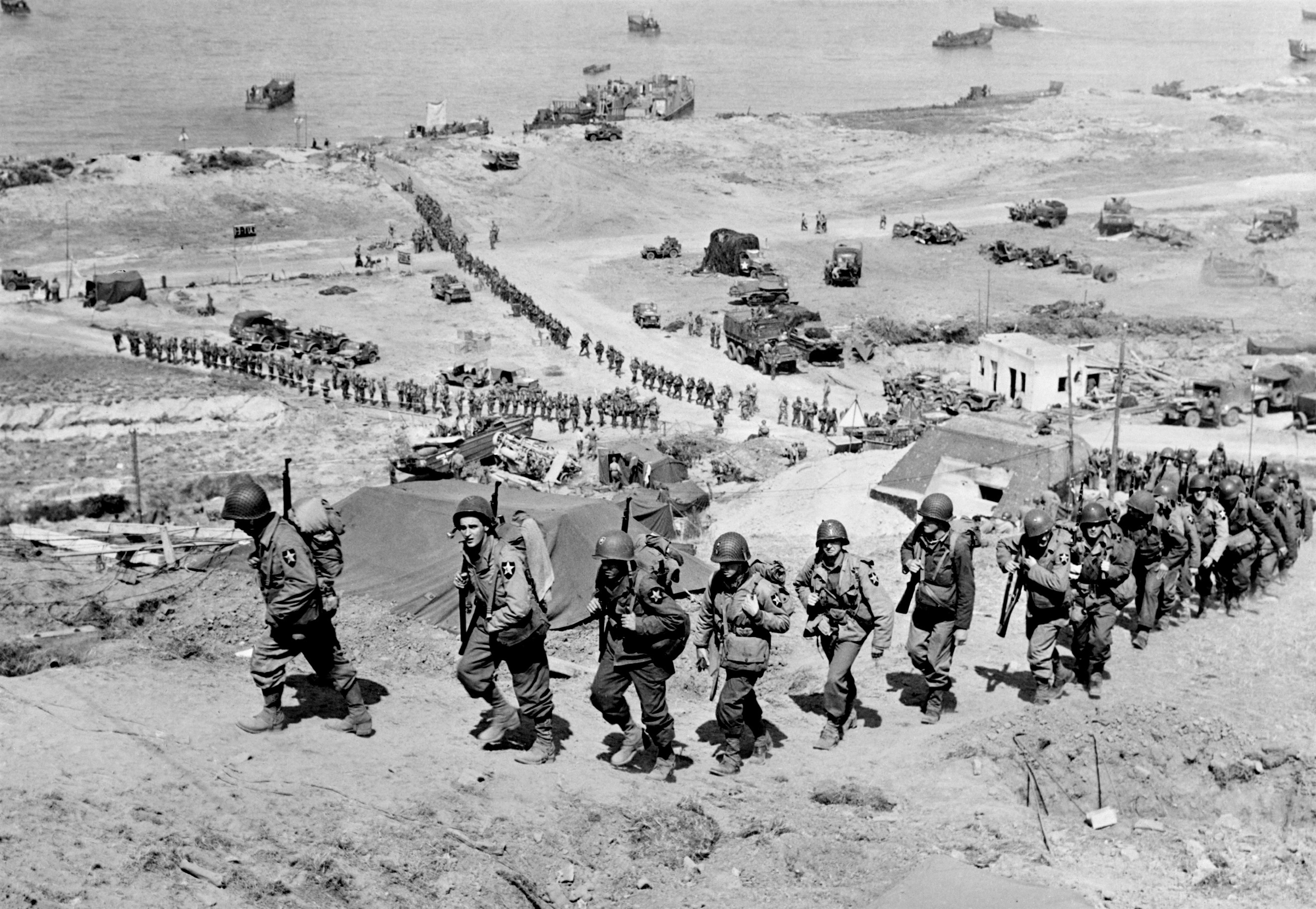
Żołnierze kompanii G z 2. batalionu 38. pułku z 2 Dywizji Piechoty schodzą z plaży Omaha, 7 czerwca 1944

Pierwsze walki miały miejsce w miasteczku Trevieres, zdobyte po sforsowaniu rzeki Aure. Następnie dywizja uderzyła w kierunku Saint-Lô, atakując Bérigny oraz Saint-Georges-d’Elle, a 11 czerwca pozycję blokującą Saint-Lô, czyli wzgórze 192. Po ciężkich walkach o wzgórze, okupionych wysokimi stratami, wykorzystując powodzenie pod St. Lo, skierowała się na Tinchebray. Po wyzwoleniu Tinchebray, dywizja otrzymała rozkaz zdobycia niemieckiej twierdzy Brest – bazy U-Bootów.
Amerykańscy żołnierze najpierw zdobyli wzgórze 154, pozycję blokującą półwysep Dalouas, będący kluczowym punktem obrony Brestu, zaś kolejnym celem było wzgórze 105. Następnie dywizja uderzyła na miasto. Podczas walk w terenie zabudowanym wysadzano bunkry i stanowiska ogniowe ładunkami wybuchowymi i pociskami z bazook. 18 września 1944 Brest skapitulował.
Po walkach, dywizja  tydzień odpoczywała, po czym skierowano ją do Sankt Vith, gdzie przebywała kolejne trzy miesiące. 11 grudnia 1944 otrzymała rozkaz zajęcia tam na rzece Rur, jednak wykonanie rozkazu uniemożliwiła niemiecka ofensywa w Ardenach. Żołnierze 2 Dywizji zostali zmuszeni do cofnięcia się na grzbiet Elsenborn, gdzie wraz z 1. i 99 Dywizją Piechoty powstrzymała ofensywę niemiecką w tym rejonie. 

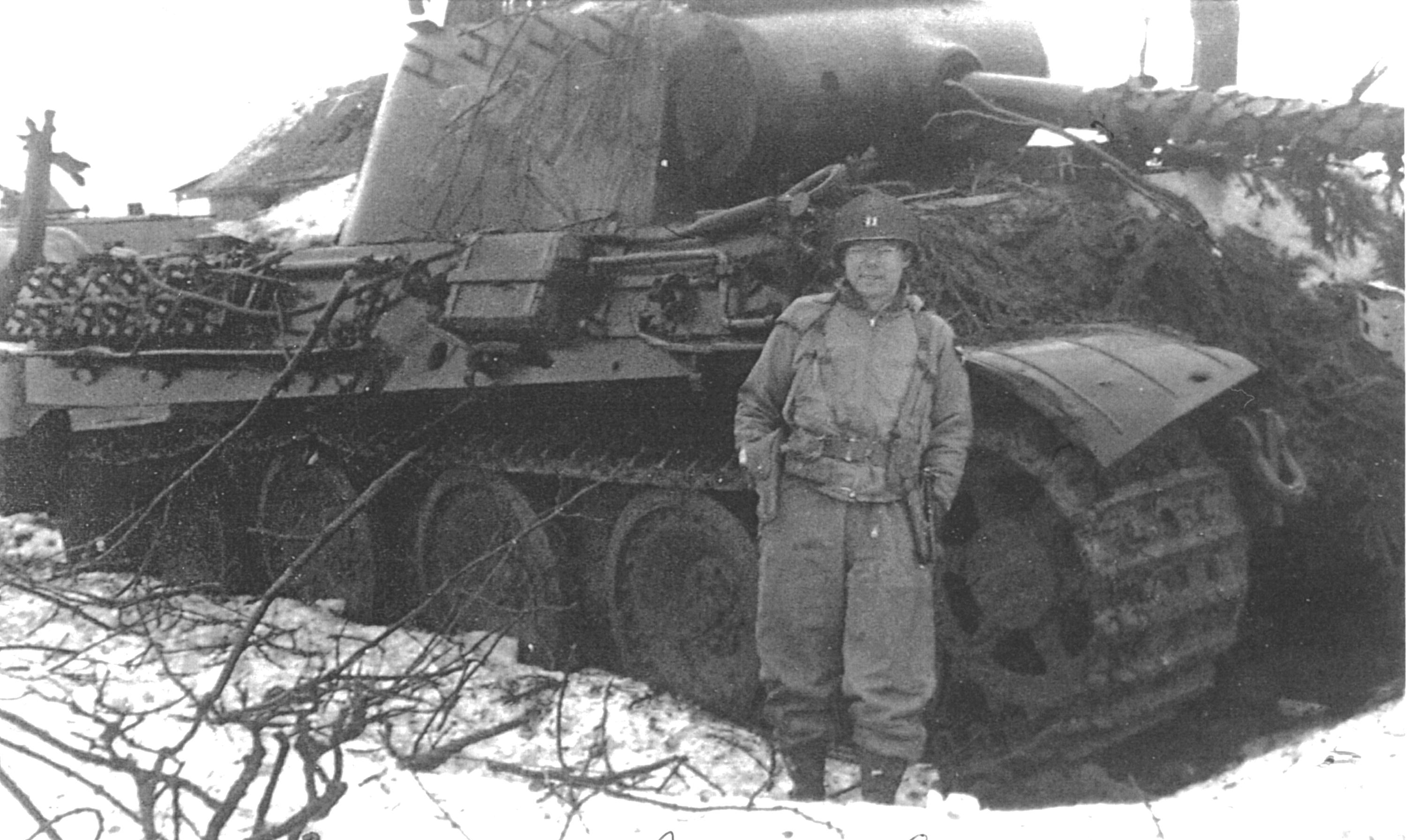
Kpt. James W. Love, dowódca jednostki przeciwpancernej w 38. pułku przy wraku Pantery

6 lutego 1945, dywizja ruszyła do kontrataku, osiągając 9 marca Ren, jako jedna z pierwszych jednostek alianckich, a następnie wzięła udział w forsowaniu Renu, walcząc o Most Ludendorffa w Remagen i jako pierwsza jednostka amerykańska przekroczyła Ren 21 marca. Następnie zajęła bez walki Getyngę, sforsowała Wezerę i 18 kwietnia wzięła udział wraz z 69 Dywizją Piechoty w walkach o Lipsk. Po zdobyciu Lipska, dywizja przekroczyła rzekę Mulde, jednak została zepchnięta przez niemiecki kontratak wyprowadzony w tym rejonie. Dywizję przerzucono na południe, nad dawną granicę niemiecko-czechosłowacką, którą to przekroczyła 4 maja jako pierwsza jednostka amerykańska. Ostatnią bitwą dywizji było wyzwolenie Pilzna dokonane w dniu zakończenia wojny w Europie, czyli 8–9 maja 1945.

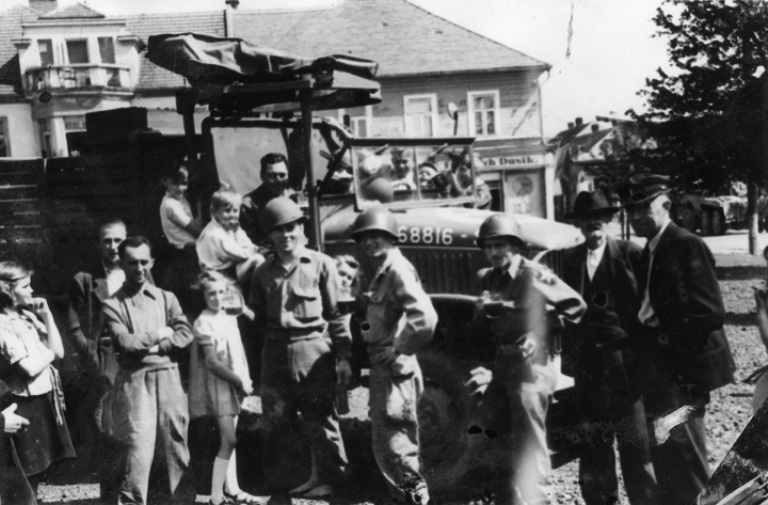
Żołnierze 2 Dywizji w Czechosłowacji

2 Dywizja wróciła do Nowego Jorku 20 lipca 1945, a 22 lipca osiągnęła Camp Swift w Bastrop w Teksasie. Tam rozpoczęła szkolenie, przygotowujące jednostkę do planowanej inwazji na Japonię, tam też zastał dywizję koniec wojny.
Straty 2 Dywizji podczas II wojny światowej to 3031 poległych, 12 785 rannych, 457 zmarłych w wyniku odniesionych obrażeń oraz 1034 wziętych do niewoli. Dywizja wzbogaciła się o kolejnych sześciu posiadaczy Medali Honoru, wzięła również do niewoli 70 307 jeńców.

#### Ordre de bataillepodczas II wojny światowej
- 9 pułk piechoty
- 23 pułk piechoty
- 38 pułk piechoty
- 2 batalion rozpoznawczy
- 2 batalion saperów
- 2 batalion medyczny
- 12 batalion artylerii polowej
- 15 batalion artylerii polowej
- 37 batalion artylerii polowej
- 38 batalion artylerii polowej
- 741 batalion przeciwpancerny
- 702 kompania artylerii lekkiej
- 2 kompania zaopatrzeniowa
- 2 kompania łączności
- kompania ochrony sztabu
- pluton żandarmerii
- orkiestra

### Wojna w Korei

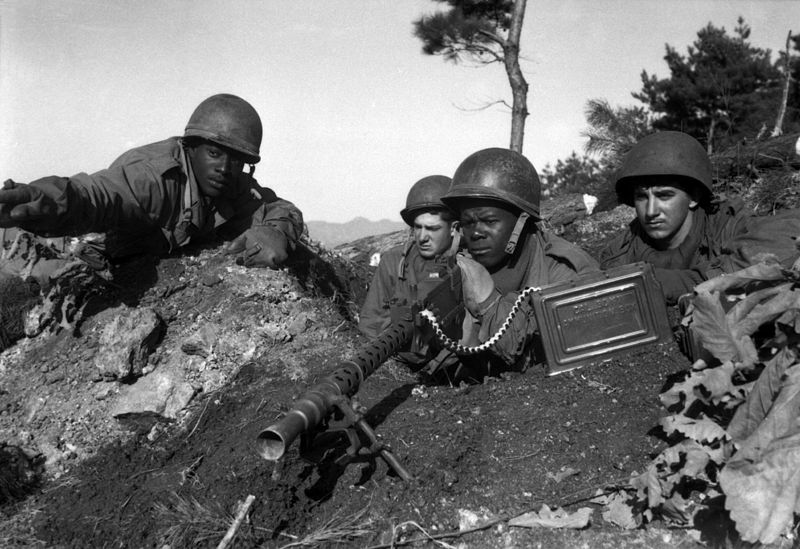
Żołnierze 2 Dywizji na pozycjach nad rzeką Chongchon, koniec listopada 1950

Po pięciu latach od zakończenia II wojny światowej, wybuchła wojna w Korei. Amerykańska2 DP z Camp Swift została ściągnięta do tzw. worka pusańskiego 23 lipca 1950, zaś do akcji weszła 24 sierpnia, zastępując wyczerpaną 24 DP na linii rzeki Naktong. Pierwszy raz jej żołnierze wzięli udział w 16-dniowej bitwie, począwszy od 31 sierpnia, gdzie utrzymali swoje pozycje. Później, po desancie pod Incheon, żołnierze amerykańscy zdążali ku granicy z Chińską Republiką Ludową. Kiedy byli o 50 mil od niej, interweniowali Chińczycy, kontratakując rejonie rzeki Ch'ŏngch'ŏn. 25 listopada 1950 13 Armia Chińskich Ochotników Ludowych uderzyła na amerykańską 8 Armię. 2 DP osłaniała wówczas prawą flankę Amerykanów. Podczas tygodniowych walk, w których jednostka wielokrotnie musiała przebijać się z okrążenia, dywizja utraciła blisko ⅓ swojego pierwotnego stanu. Główne siły armii zdołały się wycofać, zadając straty Chińczykom.
Do końca wojny dywizja walczyła, zdobywając 18 Medali Honoru, jednostka otrzymała również wyróżnienie w postaci Presidential Unit Citation. W Korei utraciła 7094 poległych, 16 575 rannych i 338 zmarłych w wyniku ran. Po wojnie została zreorganizowana, a następnie skierowana do Strefy Zdemilitaryzowanej, gdzie spędziła kolejnych pięćdziesiąt lat, pilnując granicy.

### Obecnie

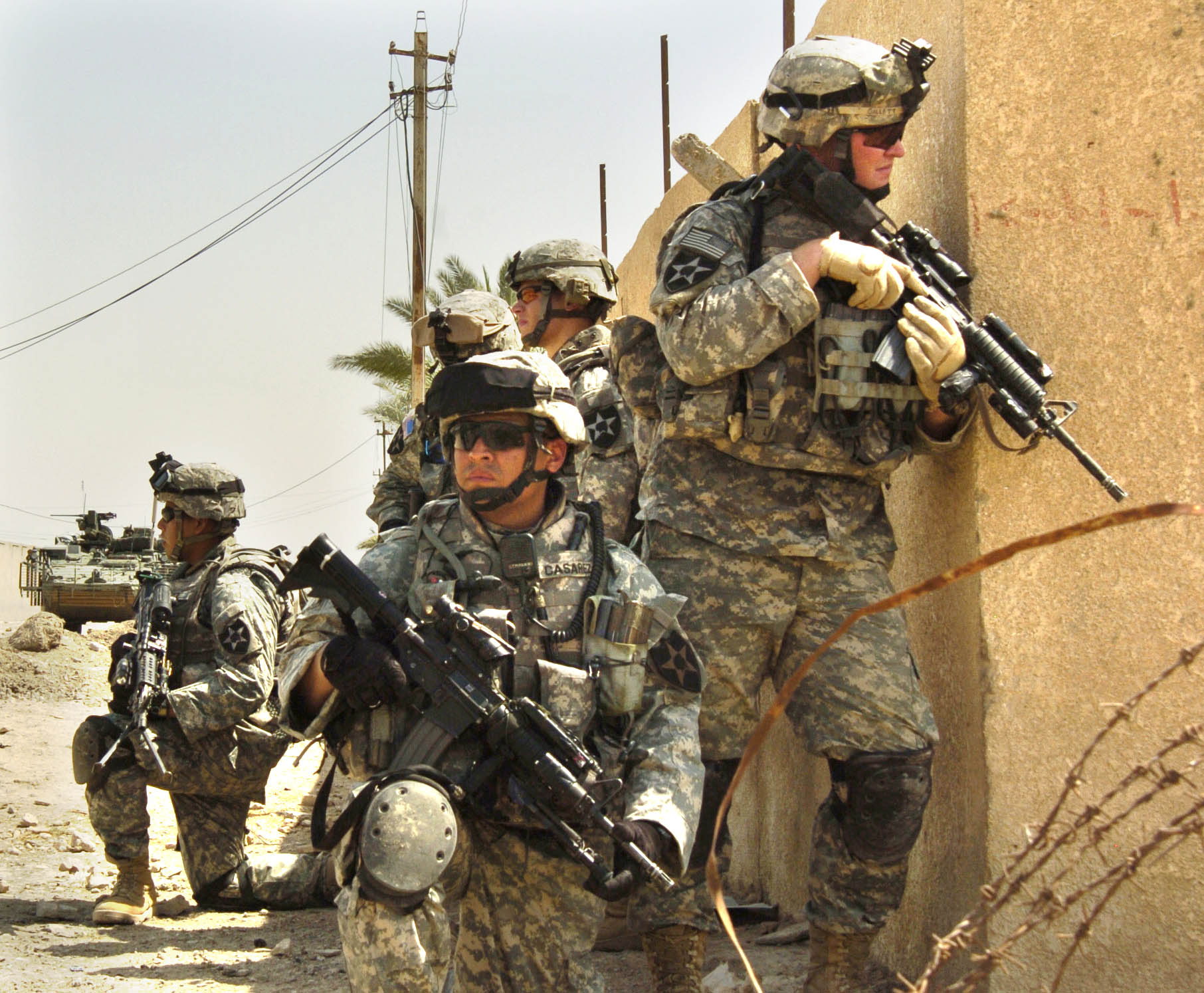
Żołnierze dywizji w Iraku, 2006

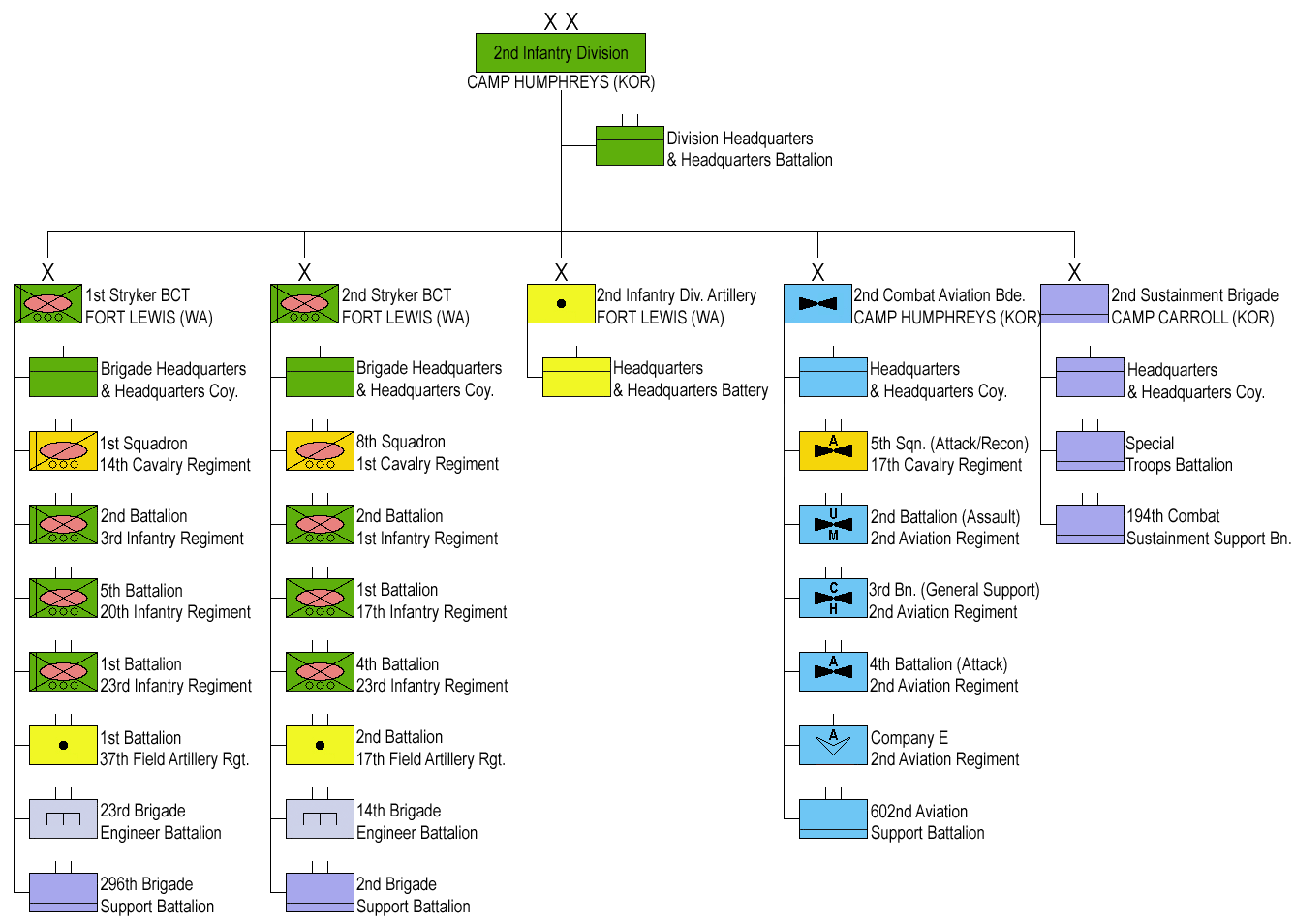
Schemat organizacyjny

Przez długi czas dywizja była główną amerykańską jednostką w Korei Południowej, gdzie stacjonowały jej dwie brygady. Trzecia brygada dywizji stacjonowała w Fort Lewis w stanie Waszyngton.  Niedawno dywizja przeszła głęboką reorganizację. W ramach redukcji sił amerykańskich w Korei została tam tylko jedna brygada dywizji. Druga została przeniesiona z powrotem do Stanów Zjednoczonych. Ponadto dywizja uzyskała nowo sformowaną czwartą brygadę, również bazowaną w USA. Tak więc w chwili obecnej (2007) dywizja ma jedną ciężką brygadę w Korei i trzy lżejsze brygady (uzbrojone w pojazdy Stryker) w Fort Lewis.
Dywizja jest wyjątkowa w armii amerykańskiej gdyż w jej skład wchodzą również żołnierze koreańscy. Służy ich w niej obecnie około tysiąc, na podstawie specjalnej umowy między rządami obu państw.